# Xenofobia

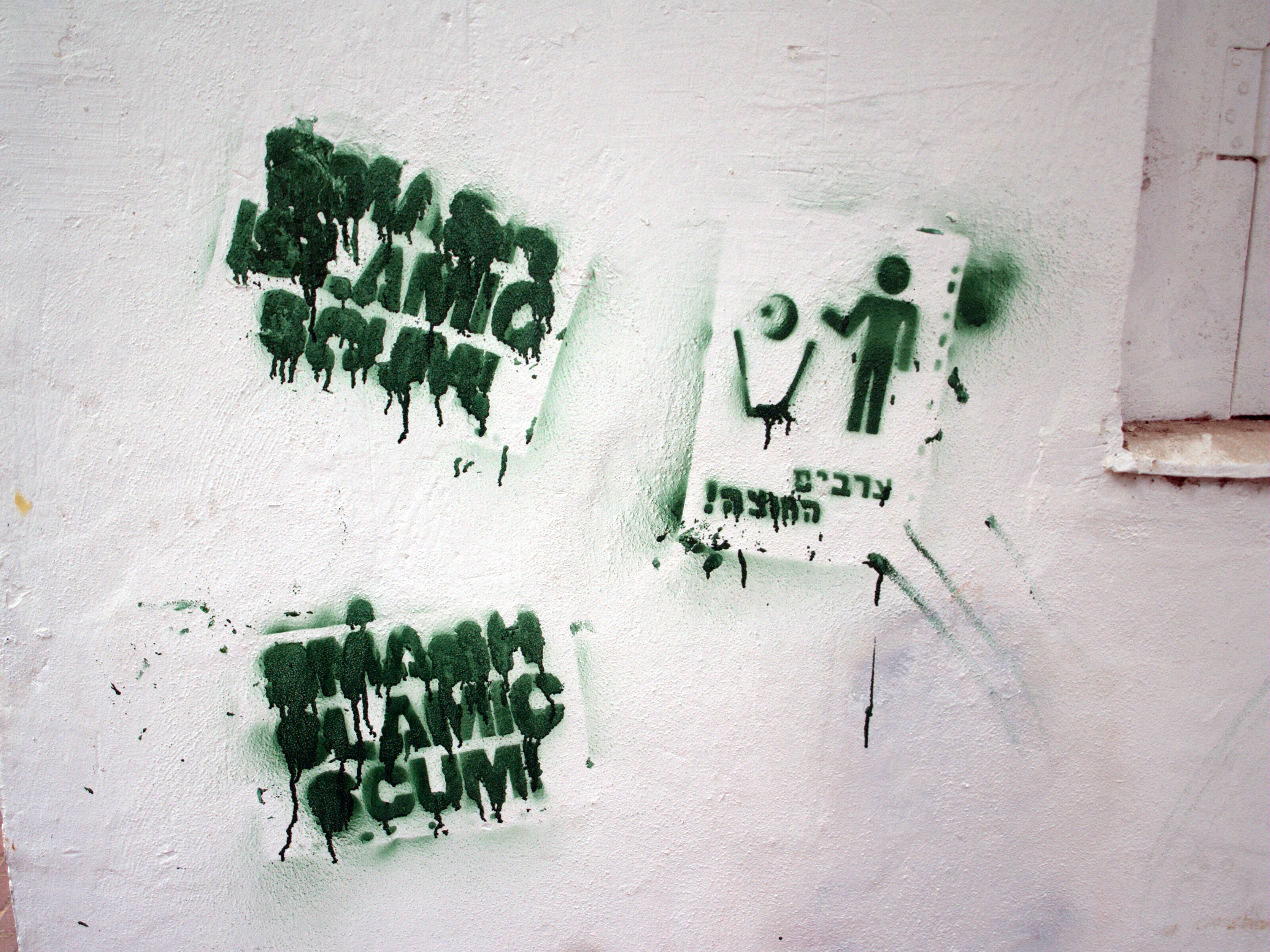
Stencil xenofobi ed islamofobi contro i musulmani in Israele

La xenofobia ("paura dello straniero"; composto da ξένος, xenos, "straniero" e φόβος, phobos, "paura"), o senofobia, è un'avversione generica, di varia intensità, verso gli stranieri e ciò che è straniero, o che viene percepito come tale.
A differenza dell'etnocentrismo non comporta necessariamente una valutazione positiva della propria cultura. Il termine è anche usato in etologia per indicare l'avversione animale legata al territorio.

## Etimologia
Il termine appare in letteratura nel 1901 nel romanzo di Anatole France Monsieur Bergeret à Paris, l'ultimo della tetralogia della "Storia contemporanea", e viene citato nel dizionario francese Nouveau Larousse Illustré del 1906, in relazione all'affare Dreyfus.

## Sociologia
Per la xenofobia ci sono due oggetti principali verso cui si manifesta la fobia:
- il primo è una popolazione presente all'interno di una società, che però non è considerata parte di quella società. Spesso si tratta di immigrati recenti[4], ma la xenofobia può anche essere diretta verso un gruppo che sia presente da secoli. Questa forma può provocare o facilitare reazioni ostili e violente, come l'espulsione di massa degli immigranti o, nei casi peggiori, il massacro, come nel caso dei pogrom;
- la seconda forma è sostanzialmente culturale e l'oggetto della fobia sono alcuni elementi culturali che vengono considerati alieni. Tutte le culture sono soggette a influenze esterne, ma la xenofobia culturale è spesso ben indirizzata, ad esempio verso parole straniere inserite nella lingua nazionale. Conduce raramente ad aggredire le persone, può portare a campagne politiche per la purezza della cultura e della lingua.

L'isolazionismo, un sospetto generico verso governi e stati stranieri, non è propriamente descritto dalla xenofobia.

## Diritto
A livello europeo, la Cooperazione giudiziaria e di polizia in materia penale (rappresentante il terzo pilastro dell'Unione europea) riconosce come uno degli obiettivi primari quello di prevenire e reprimere il razzismo e la xenofobia, il cui istituto di riferimento è "Osservatorio europeo per i fenomeni di razzismo e xenofobia" ("European Monitoring Centre on Racism and Xenophobia" - EUMC), sostituito e trasformato, nel 2007, dall'"Agenzia dell'UE per i diritti fondamentali".